# Instytut Historii im. Tadeusza Manteuffla Polskiej Akademii Nauk

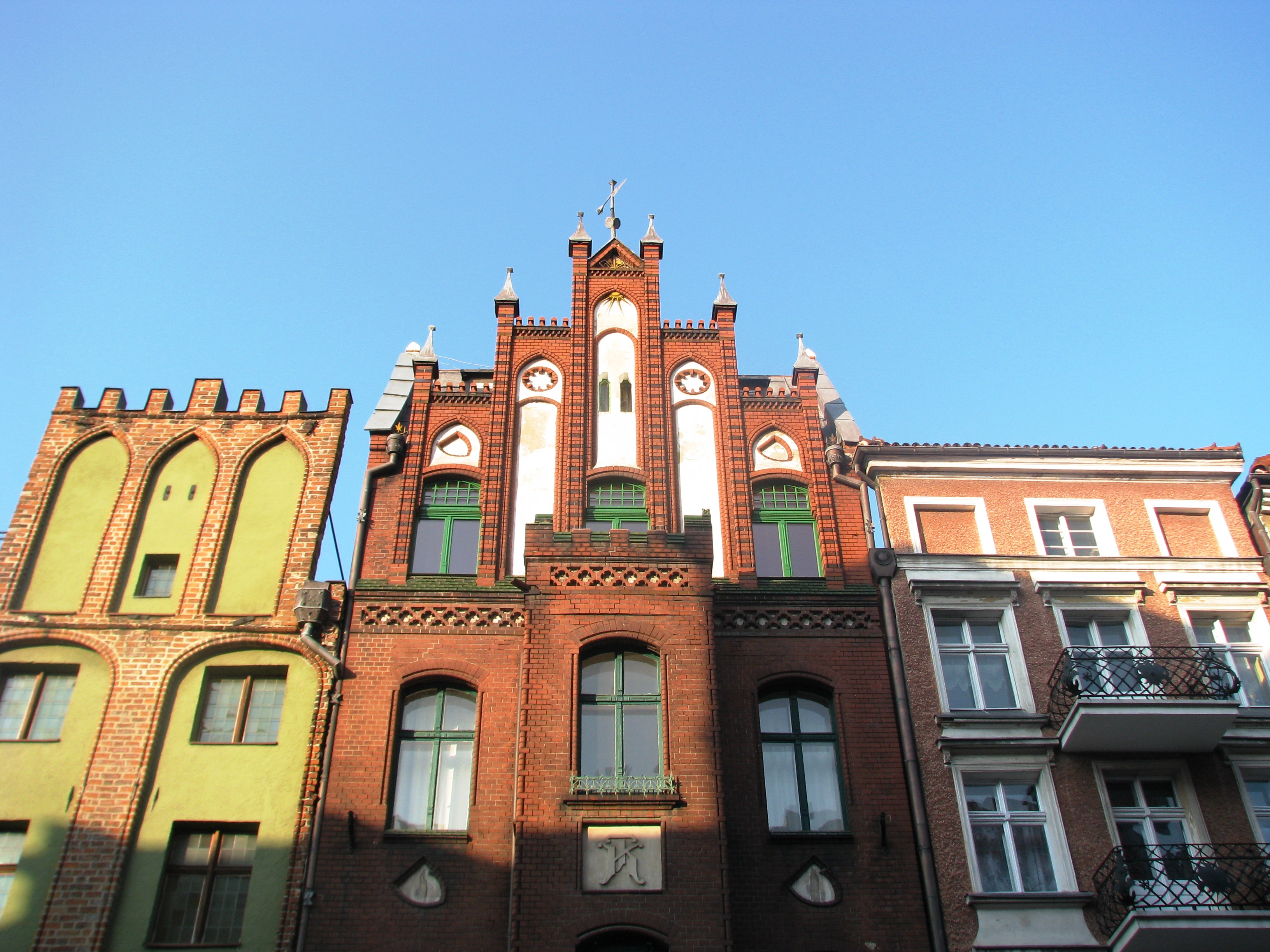
Pracownia Historii Pomorza i Krajów Bałtyckich PAN w Toruniu

Instytut Historii im. Tadeusza Manteuffla Polskiej Akademii Nauk – instytut naukowy Polskiej Akademii Nauk. Siedziba główna Instytutu mieści się w Warszawie, w dwóch połączonych kamienicach przy Rynku Starego Miasta (Strona Kołłątaja) nr 29 i nr 31 (Kamienica pod św. Anną). Instytut powołano do istnienia w 1953 roku jako jednostka PAN. Jego twórcą oraz pierwszym dyrektorem był Tadeusz Manteuffel, historyk średniowiecza. W tym samym miejscu mają swoją siedzibę władze Polskiego Towarzystwa Historycznego i Towarzystwa Miłośników Historii. Aktualnym dyrektorem Instytutu jest prof. Maciej Janowski (od 2020).

## Zakres badań
Instytut prowadzi badania naukowe obejmujące swoim zakresem historię Polski i świata, zarówno indywidualne i zespołowe (syntezy, prace monograficzne, zbiory studiów i zarysy dydaktyczne), jak i o charakterze dokumentacyjnym (prace edytorskie, encyklopedyczne, słownikowe, słownikowo-biograficzne, kartograficzno-historyczne) oraz źródłoznawstwa i nauk pomocniczych (na przykład heraldykę).

## Tematyka prac
- średniowiecze: studia nad średniowieczem obejmują obecnie historię kultury późnego średniowiecza w Polsce i Europie Środkowej, historię struktur społecznych oraz dzieje miast. Badania uwzględniają także dzieje mentalności i zbiorowej wyobraźni, wierzenia przedchrześcijańskie i procesy chrystianizacji, przemiany struktur kościelnych i życia religijnego, a także dzieje ludności żydowskiej w Polsce,
- nowożytność (XVI–XVIII wiek): studia nad epoką nowożytną koncentrują się na badaniach historii społeczeństwa i kultury na ziemiach polskich i sąsiednich przy wykorzystaniu ujęć porównawczych z uwzględnieniem europejskiego tła badanych procesów. W szczególności prace badawcze dotyczą dziejów grup i warstw społecznych (w tym także ludności żydowskiej), kultury politycznej i religijnej, stosunków wyznaniowych, mentalności społecznej i dziejów obyczajów, a także różnorodnych zagrożeń bytu społecznego – klęsk elementarnych i masowych zagrożeń,
- XIX i XX wiek: badania nad historią polityczną i społeczną ziem polskich i Polski w XX w. oraz historię historiografii. W studiach uwzględnia się przede wszystkim elementy historii idei, dzieje przemian w strukturze warstw i grup społecznych, genezę i historię systemów totalitarnych oraz badania nad imperiami

## Badania nad dziejami regionów
Badania nad dziejami europejskich regionów historyczno-geograficznych uwzględniają przede wszystkim studia nad historią:
- Niemiec (Brandenburgia i Prusy)
- Czech i Słowacji
- Rosji, ZSRR i Federacji Rosyjskiej oraz b. republik wchodzących w skład ZSRR
- krajów bałtyckich, a zwłaszcza Litwy
- krajów bałkańskich.

## Główne prace dokumentacyjne
Główne prace dokumentacyjne Instytutu Historii PAN dotyczą:
- edycji źródeł historycznych
- redakcji Polskiego Słownika Biograficznego
- Bibliografii historii polskiej. bibliografia.ipn.gov.pl. [zarchiwizowane z tego adresu (2012-10-23)].
- Bibliografii retrospektywnej wydawnictw XIX i XX w.
- Słownika historyczno-geograficznego ziem polskich w średniowieczu
- Atlas historii Polski.

## Czasopisma naukowe wydawane przez Instytut
Wydawnictwo Instytut Historii Polskiej Akademii Nauk wydaje (samodzielnie lub w koedycji) 13 czasopism naukowych:
- Acta Poloniae Historica
- Czasopismo Prawno-Historyczne
- Dzieje Najnowsze
- Klio Polska. Studia i Materiały z Dziejów Historiografii Polskiej
- Kwartalnik Historyczny
- Legatio: The Journal for Renaissance and Early Modern Diplomatic Studies
- Odrodzenie i Reformacja w Polsce
- Polska 1944/45–1989. Studia i materiały
- Rocznik Lituanistyczny
- Roczniki Dziejów Społecznych i Gospodarczych
- Roczniki Historyczne
- Studia z Dziejów Rosji i Europy Środkowo-Wschodniej
- Studia Źródłoznawcze. Commentationes

## Struktura Instytutu
W skład Instytutu Historii PAN wchodzą zakłady i pracownie w Warszawie, Gdańsku, Krakowie, Poznaniu i Toruniu. Instytut posiada bibliotekę naukową dostępną dla pracowników oraz badaczy spoza Instytutu, a także własną oficynę wydawniczą założona w roku 1991.

## Studia doktoranckie w Instytucie Historii PAN
Instytut prowadzi studia doktoranckie na zasadach określonych przepisami MNiSW dla trzeciego poziomu „procesu bolońskiego”.